# Careless
Careless è il primo album di Stephen Bishop pubblicato dall'etichetta discografica ABC Records nel 1976.

## Tracce
Lato A
1. On and On
2. Never Letting Go
3. Careless
4. Sinking in an Ocean of Tears
5. Madge
6. Every minute

Lato B
1. Little Italy
2. One More Night
3. Guitar Interlude
4. Save It for a Rainy Day
5. Rock and Roll Slave
6. The Same Old Tears on a New Background

## Formazione
- Stephen Bishop - voce, cori, chitarra acustica, trombone
- Max Bennett - basso
- John Guerin - batteria
- Jay Graydon - chitarra acustica, chitarra elettrica
- John Barlow Jarvis - pianoforte, Fender Rhodes
- Michael Staton - chitarra, steel guitar
- Steve Paietta - fisarmonica
- Reinie Press - basso
- Victor Feldman - marimba, percussioni, vibrafono
- Eric Clapton - chitarra elettrica, slide guitar
- Tommy Tedesco - mandolino
- Mac Cridlin - basso
- Russ Kunkel - batteria
- Andrew Gold - chitarra elettrica
- Larry Knechtel - pianoforte, Fender Rhodes, organo Hammond
- Lee Ritenour - chitarra acustica
- Alan Lindgren - sintetizzatore
- Jeff Staton Jones - chitarra elettrica, basso
- Larry Brown - batteria
- Ray Pizzi - sax
- Chaka Khan, Leah Kunkel, Art Garfunkel - cori

Note aggiuntive
- Stephen Bishop - produttore
- Henry Lewy - produttore, ingegnere del suono